# Église Saint-Georges de Saint-Geoire-en-Valdaine
L'église Saint-Georges est une église catholique située à Saint-Geoire-en-Valdaine, en France.

## Localisation
L'église est située dans le département français de l'Isère, sur la commune de Saint-Geoire-en-Valdaine.

## Historique

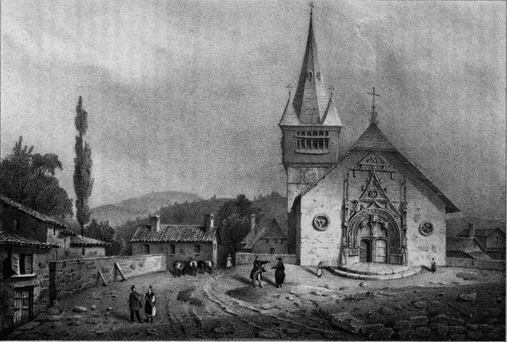
La place de l'église Saint-Georges au XIXe siècle, illustrée par Victor Cassien (1808 - 1893).

L'édifice est classé au titre des monuments historiques en 1907.